# 11506 Toulouse-Lautrec
A 11506 Toulouse-Lautrec (ideiglenes jelöléssel 1990 ES1) a Naprendszer kisbolygóövében található aszteroida. Eric Walter Elst fedezte fel 1990. március 2-án.
Nevét Henri de Toulouse-Lautrec (1864 – 1901) francia festőművész után kapta.